# Football Club Chanthabouly
Il Football Club Chanthabouly, meglio noto come Chanthabouly e in passato come Lao Toyota, è una società calcistica laotiana con sede nella città di Vientiane. Milita nella Prima Lega, la massima divisione del campionato laotiano.

## Palmarès

### Competizioni nazionali
- Campionati laotiani: 5

2015, 2017, 2018, 2019, 2020
- Coppa di Laos: 1

2019

### Altri piazzamenti
- Lao Premier League:

Secondo posto: 2014, 2016